# Joseph Aved
Jacques André Joseph Aved, född 1702 i Douai, död 1766 i Paris, var en fransk konsthandlare, kontsamlare och konstnär; han anses som en av de främsta porträttmålarna i den franska rokokokonsten.[källa behövs]
Aveds var son till en läkare men blev tidigt föräldralös. Därför uppfostrades han i Amsterdam av en släkting som var kapten i den holländska armén.
Efter grundläggande utbildning i Amsterdam började han arbeta 1721 för Alexis Simon Belle i Paris. Han inskrevs vid den franska konstakademin (Académie royale de peinture et de sculpture) 1734. År 1753 blev han medlem i samfundet Confrérie Pictura.
Som konstsamlare hade en av de viktigaste konstsamlingarna i sin ägo. Hans konstsamling auktionerades 1766.
1742 porträtterade han den osmanske ambassadören i Frankrike, Mehmed Said Efendi.
Charles-André van Loo, François Boucher, Jean-Baptiste-Siméon Chardin var några av hans lärjungar.[källa behövs]